# Ian Astbury

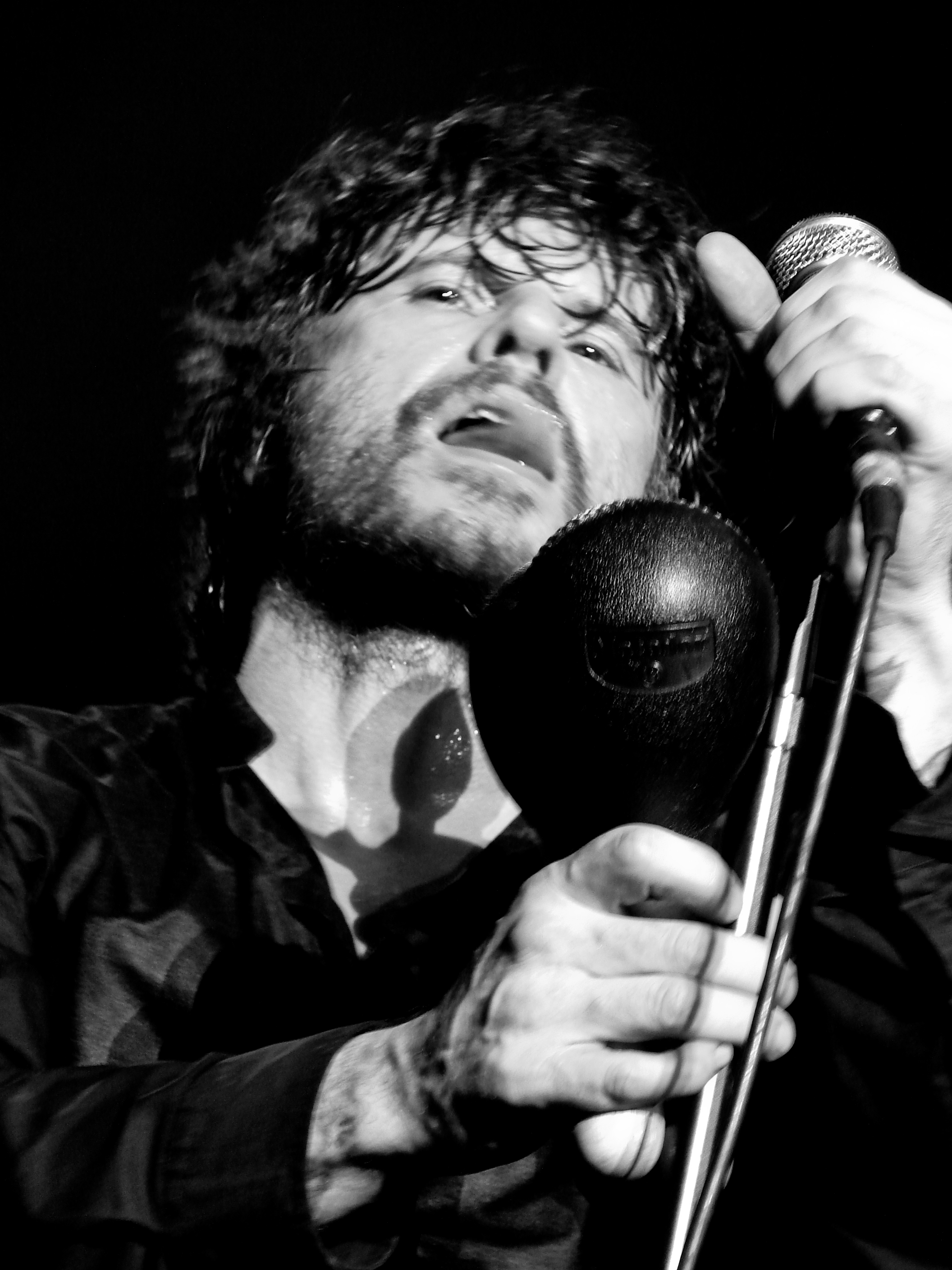
Ian Astbury, 2007

Ian Robert Astbury (* 14. Mai 1962 in Heswall, Cheshire) ist ein britischer Rocksänger.

## Leben
Astburys Karriere begann Anfang der 1980er Jahre mit der Band The Southern Death Cult. Die Band verwandelte sich personell und in ihrem Musikstil in die Band Death Cult und später in The Cult, die zu einer der erfolgreichsten britischen Hard-Rock-Bands der späten 1980er und frühen 1990er Jahre wurde. 1996 gründete Astbury die Band Holy Barbarians, die zwar ein Album veröffentlichte (Cream), aber nicht sonderlich erfolgreich war und sich später wieder auflöste. Astbury wirkte 2007 als Sänger auf UNKLEs Album War Stories mit.
Zusammen mit Ray Manzarek und Robby Krieger gründete Astbury die Doors-Revivalband „The Doors of the 21st Century“. Die Band wurde im Rechtsstreit mit John Densmore 2005 in „Riders on the Storm“ umbenannt.
Auf dem am 31. März 2010 erschienenen Soloalbum des ehemaligen Guns-n’-Roses-Gitarristen Slash sang Astbury den Song Ghost. Im September 2010 veröffentlichte er die mit der japanischen Band Boris zusammen aufgenommene EP BXI mit den Titeln Teeth And Claws, We Are Witches, Rain und Magickal Child.

## Diskografie (Auswahl)
Zu den mit der Band The Cult veröffentlichten Werken siehe The Cult/Diskografie.
Solo-Album
- 1999: Spirit\Light\Speed (Beggars Banquet)

Singles
- 1999: High Time Amplifier (Beggars Banquet)
- 2010: Slash feat. Ian Astbury – Ghost (Roadrunner Records)